# Sella di Bondo
La Sella di Bondo (823 m s.l.m.) è un valico alpino che si trova in Provincia di Trento (regione Trentino-Alto Adige) nelle Giudicarie.
Dal punto di vista orografico divide le Prealpi Gardesane (nelle Prealpi Bresciane e Gardesane) dalle Alpi dell'Adamello e della Presanella (nelle Alpi Retiche meridionali).  
La sella rappresenta il punto di spartiacque fra il Chiese e il bacino del Sarca che confluisce nel Lago di Garda.